# تعديلات قانون الأمريكيين ذوي الإعاقة لعام 2008
قانون تعديلات قانون الأمريكيين ذوي الإعاقة لعام 2008 (بالإنجليزية: ADA Amendments Act of 2008) ويشار إليه بالقانون العام 110–325 هو قانون من الكونغرس، نافذ من 1 يناير 2009، والذي عُدِّل على إثره قانون الأمريكيين ذوي الإعاقة لعام 1990 وقوانين أخرى لمكافحة التمييز ضد ذوي الإعاقة على المستوى الفيدرالي في الولايات المتحدة الأمريكية.
تم تمرير القانون من الكونغرس الأمريكي في 17 سبتمبر 2008، ووقعه الرئيس جورج بوش في 25 سبتمبر 2008، وكان التعديل ردًا على عدد من القرارات التي اتخذتها المحكمة العليا للولايات المتحدة والتي فسرت النص الأصلي لقانون الأمريكيين ذوي الإعاقة لعام 1990. وبسبب اعتقاد أعضاء الكونغرس الأمريكي بأن تلك القرارات كانت تقيّد حقوق الأشخاص ذوي الإعاقة، فإن قانون 2008 قام فعليًا بعكس تلك القرارات من خلال تعديل القانون. كما رفض بعض الأجزاء من اللوائح التي نشرتها لجنة تكافؤ الفرص في العمل (بالإنجليزية: Equal Employment Opportunity Commission - EEOC) التي تفسر العنوان الأول (العنوان المتعلق بالعمل) من قانون ذوي الإعاقة. بناءًا على التعديل، تم تغيير تعريف مصطلح "الإعاقة"، بتوضيح وتوسيع لهذا التعريف وبالتالي العدد والنوع من الأشخاص الذين يتم حمايتهم بموجب قانون ذوي الإعاقة وغيره من قوانين مكافحة التمييز ضد الإعاقة الفيدرالية. تم تصميمه لتحقيق توازن بين مصالح صاحب العمل والموظف.
تتطلب تعديلات القانون من المحاكم التي تفسر قانون ذوي الإعاقة وغيره من قوانين مكافحة التمييز ضد الإعاقة الفيدرالية التركيز على ما إذا كان الكيان المغطى قد تميّز ضد الشخص، بدلاً من ما إذا كان الشخص الذي يطلب حماية القانون لديه إعاقة تتناسب مع التعريف الفني لمصطلح "الإعاقة". يحتفظ القانون بتعريف ذوي الإعاقة الأساسي لـ "الإعاقة" باعتبارها إعاقة تحد بشكل كبير من واحد أو أكثر من الأنشطة الحياتية الرئيسية؛ أو سجل من هذا النوع من الإعاقة؛ أو يعتبر الشخص أنه يعاني من مثل هذه الإعاقة. ومع ذلك، فإنه يغير الطريقة التي يجب أن تفسر بها المصطلحات القانونية.

## أسباب سن القانون
استخدم الكونغرس التعريف الوظيفي للإعاقة من القسم 504 من قانون إعادة التأهيل لعام 1973. نتيجةً لمرور 17 عامًا من التطور من خلال قرارات المحاكم، اعتقد الكونغرس أن متطلبات التعريف كانت مفهومة بشكل جيد. ضمن الإطار الذي أُنشئ بموجب قانون إعادة التأهيل، اعتبرت المحاكم تحديد الإعاقة قضية حدية، ولكنها كانت تركز بشكل أساسي على ما إذا كان التمييز غير القانوني قد وقع. بعد مرور قانون ذوي الإعاقة، تحولت القرارات القضائية إلى التركيز على تحديد ما إذا كانت ادعاءات الأشخاص بالتعرض للتمييز محمية بموجب القانون.
مرر الكونغرس قانون تعديلات قانون ذوي الإعاقة لعام 2008 لإلغاء قرارين مثيرين للجدل من المحاكم استنادًا إلى تفسيرات قانون ذوي الإعاقة لعام 1990. كان القرار الأول—من المحكمة العليا في قضية سوتون ضد شركة يونايتد إيرلاينز—قال إن الإعاقات يجب أن تؤخذ بعين الاعتبار في حالتها المخففة. أما القرار الثاني كان في قضية شركتي تويوتا لتصنيع السيارات، وكنتاكي المحدودة ضد ويليامز قام بتضييق تعريف "الإعاقة" ليشمل فقط تلك الإعاقات التي تؤثر على مهام الحياة اليومية. نتيجة لهذه القرارات كانت المحاكم الأدنى تركز غالبًا على ما إذا كان المدعي، في الواقع، يعاني من إعاقة ولم تصل أبدًا إلى مسألة ما إذا كان التمييز قد وقع.
من خلال هذه الأحكام أنشأت المحكمة العليا والمحاكم الأدنى وضعًا يصبح فيه الفرد الذي يعاني من إعاقة جسدية أو عقلية شديدة بما يكفي لتشكيل "تحديد قيود جوهرية في الأنشطة الحياتية الرئيسية" بموجب فقه القانون استنادًا إلى قانون إعادة التأهيل لا يستحق الحماية بموجب قانون ذوي الإعاقة. شمل ذلك الأشخاص ذوي الإعاقات مثل البتر، والإعاقات الفكرية، والصرع، والتصلب المتعدد، وفيروس نقص المناعة البشرية/الإيدز، والسكري، والحثل العضلي، والسرطان.

## الدفع من أجل التغييرات
في عام 2004، أصدر المجلس الوطني للإعاقة، وهو وكالة فيدرالية مستقلة مكلفة بتقديم التوصيات للرئيس والكونغرس، تقريرًا بعنوان "تصحيح قانون ذوي الإعاقة". هذا التقرير أوضح الطرق المختلفة التي أساءت بها المحاكم تفسير نية الكونغرس وقيدت نطاق قانون ذوي الإعاقة، واقترح لغة تشريعية لاستعادة تلك النية. كان أهم تفسير خاطئ حدده التقرير هو تضييق تعريف قانون ذوي الإعاقة لـ "الإعاقة" ليشمل العديد من الأفراد الذين كان الكونغرس يعتزم حمايتهم من التمييز.
على مدار عام 2006، عمل اتحاد المواطنين ذوي الإعاقة (بالإنجليزية: CCD - Consortium for Citizens with Disabilities) على تطوير توافق في الآراء ضمن مجتمع حقوق الأشخاص ذوي الإعاقة بشأن استراتيجية ومضمون مشروع قانون من شأنه معالجة مشكلة التعريف. في 29 سبتمبر 2006، وهو آخر يوم عمل في الكونغرس 109، قدم النائب جيم سينسينبرينر (جمهوري-ويسكونسن)، رئيس لجنة القضاء في مجلس النواب الأمريكي، وقائد الأقلية ستيني هوير (ديمقراطي-ماريلاند) مشروع القانون H.R. 6258 ("قانون استعادة قانون الأمريكيين ذوي الإعاقة لعام 2006") لـ "استعادة نية قانون الأمريكيين ذوي الإعاقة لعام 1990 لإزالة الحواجز التي تواجه الأمريكيين ذوي الإعاقة بشكل كامل." مثل مشروع القانون خطوة مهمة نحو الإصلاح ولكن تم رفضه من قبل اللجنة.
في 26 يوليو 2007، الذكرى السابعة عشرة لمرور قانون ذوي الإعاقة، قدم قائد الأغلبية هوير والنائب سينسينبري، والسناتور توم هاركن (ديمقراطي-أيوا) وأرلين سبكتر (جمهوري-بنلسفانيا) مشروعات قوانين مرافق "استعادة قانون ذوي الإعاقة" (H.R. 3195؛ S. 1881) التي تتبع عن كثب مسودة مشروع القانون الذي أعده اتحاد المواطنين ذوي الإعاقة وموظفو الكونغرس. في يوم تقديم H.R. 3195، كان للمشروع 143 راعيًا مشاركًا في مجلس النواب. رغم عدد الرعاة في مجلس النواب لمشروع القانون، فقد حثت مجتمعات الأعمال ووزارة العدل أعضاء الكونغرس على معارضة قانون استعادة ذوي الإعاقة. قلقًا من أن المعركة الحزبية قد تضر بقاعدة الدعم التقليدية غير الحزبية لتشريعات حقوق الأشخاص ذوي الإعاقة، شجع أبطال المشروع من الكونغرس، بما في ذلك قائد الأغلبية هوير، مجتمع الإعاقة على الاجتماع مع مجتمع الأعمال والتفاوض على لغة مشروع القانون التي سيوافق عليها الطرفان للدفاع عنها طوال العملية التشريعية.

## التفاوض
التكتل من المدافعين من مجتمعي الأعمال وحقوق الأشخاص ذوي الإعاقة الذي قاد جهود تمرير قانون تعديلات ذوي الإعاقة لعام 2008 التقى لأول مرة في 19 فبراير 2008. تألفت المجموعة الأولية من ممثلين من الجمعية الأمريكية للأشخاص ذوي الإعاقة، المجلس الوطني للحياة المستقلة، مركز بازيلون لقانون الصحة النفسية، شبكة حقوق الإعاقة الوطنية، مؤسسة الصرع، غرفة التجارة الأمريكية، جمعية إدارة الموارد البشرية، الرابطة الوطنية للمصنعين، وجمعية سياسات الموارد البشرية. دخلت كل مجموعة في المفاوضات بتوقيع وثيقة تشير إلى فهمها بأن أي اتفاق يتم التوصل إليه سيتم الدفاع عنه من قبل جميع المجموعات. كان التعديل والتعديل على مسودة مشروع القانون مسموحًا به فقط باتفاق متبادل.
التقت مجموعة المفاوضين أسبوعيًا تقريبًا من فبراير إلى مايو 2008. كان المفاوضون من المجتمعين يتأكدون بانتظام من مجموعة واسعة من المدافعين من المجتمعين طوال العملية. وكان المفاوضون الرئيسيون من مجموعة الإعاقة هم آندي إمباراتو؛ ساندي فينوكان؛ تشاي فيلدبلوم (جامعة جورج تاون)؛ جنيفر ماثيس (مركز بازيلون لقانون الصحة النفسية)؛ جون لانكاستر؛ وكيرت ديكر. كما قدم النائب السابق توني كويلو ونانسي زيركين من مؤتمر القيادة للحقوق المدنية الاستشارات السياسية طوال العملية. وكان المفاوضون من الأعمال يقودهم مايك إيستمان وراندال جونسون (غرفة التجارة)، بمساعدة لاري لوربر (بروسكاور روز); مايك آيتكن ومايك لايمان، مايك بيترسون، وجيري جيليسبي. كما قدم تيم بارتل وكاميلي أولسون الاستشارات السياسية والقانونية للمفاوضين من الأعمال. كانت شيريل سينسينبري، رئيسة مجلس إدارة الجمعية الأمريكية للأشخاص ذوي الإعاقة، مشاركة طوال العملية.
توصلت مجموعة المفاوضين إلى اتفاق نهائي في 13 مايو 2008. شكل هذا الاتفاق أساسًا للاتفاق الكونغرس والاستبدال للإصدار السابق من H.R. 3195. تم إعادة تسمية البديل ليصبح قانون تعديلات ذوي الإعاقة لعام 2008. مر مشروع القانون H.R. 3195 في وقت لاحق بهامش واسع في لجنة التعليم والعمل في مجلس النواب ولجنة القضاء في مجلس النواب، ومرر مجلس النواب في 25 يونيو 2008، بتصويت 402 موافقة، 17 رفضًا، و15 حضور/غير مصوت.
تم اختبار التحالف في يوليو 2008 عندما اقترح السناتور توم هاركن وأورين هاتش تعريفًا جديدًا لـ "التحديد الكبير". اجتمع ممثلون من مجتمعي الإعاقة والأعمال معًا للعثور على تسوية تعالج قلق السناتور. توصلوا إلى حل جديد أسقط تمامًا تعريف "التحديد الكبير" واستبدلته بإضافات من الاستنتاجات والأغراض.
أصبح هذا الاتفاق أساسًا لـ S. 3406, الذي مرره مجلس الشيوخ بالإجماع في 11 سبتمبر 2008. تبع ذلك مجلس النواب بعد أسبوع، ووقع الرئيس قانون تعديلات قانون الأمريكيين ذوي الإعاقة لعام 2008 في 25 سبتمبر 2008.

## التغييرات الهامة
أصبح قانون تعديلات قانون ذوي الإعاقة لعام 2008 يُلغي بشكل صريح قرارات المحكمة العليا المثيرة للجدل في قضيتي سوتون وتويوتا، رافضًا المعايير العالية التي فرضتها المحكمة على المدعين في تلك القضايا، ويؤكد أن الكونغرس يهدف إلى أن يكون نطاق قانون ذوي الإعاقة واسعًا وشاملًا. يحتفظ التعديل بتعريف القانون للإعاقة باعتبارها إعاقة جسدية أو عقلية تحد بشكل كبير من واحد أو أكثر من الأنشطة الحياتية؛ أو سجل من هذه الإعاقة؛ أو يُعتبر الشخص أنه يعاني من هذه الإعاقة. ومع ذلك، فإنه يوضح ويوسع معنى التعريف وتطبيقه بالطرق التالية:
أولاً، يحذف التعديل اثنين من النتائج في قانون 1990 التي أدت إلى تقليص المحكمة العليا لمعنى وتطبيق تعريف الإعاقة. هذه النتائج كانت "أن حوالي 43,000,000 أمريكي لديهم إعاقة جسدية أو عقلية واحدة أو أكثر" و"أن الأشخاص ذوي الإعاقة هم أقلية منفصلة ومعزولة." كانت المحكمة قد اعتبرت هذه النتائج قيدًا على كيفية تفسير الأحكام الأخرى لقانون 1990.
ثانيًا، ينص القانون على أن تعريف الإعاقة "يجب أن يُفهم لصالح تغطية واسعة للأفراد بموجب هذا القانون، إلى أقصى حد يسمح به شروط هذا القانون." يحتفظ بالقيمتين "تحد بشكل كبير" و"الأنشطة الحياتية الرئيسية" من تعريف القانون الأصلي للإعاقة، ولكن يوضح أن الكونغرس كان يهدف إلى أن تفرض هذه المصطلحات معايير أقل صرامة من تلك التي حددتها المحكمة العليا في قضية تويوتا. كما ينص على أن تعريف لجنة تكافؤ فرص العمل لـ "تحد بشكل كبير" كان صارمًا للغاية.
ثالثًا، يحظر القانون أخذ التدابير المخففة مثل الأدوية، التكنولوجيا المساعدة، التعديلات، أو التعديلات في الاعتبار عند تحديد ما إذا كانت الإعاقة تحد بشكل كبير من النشاطات الحياتية الرئيسية. النص المتعلق بـ تعديل القانون يرفض بشكل صريح أحكام المحكمة العليا في قضية سوتون والقضايا المماثلة التي تنص على أنه يجب أخذ التدابير المخففة في الاعتبار عند تحديد ما إذا كانت الإعاقة تشكل إعاقة بموجب القانون. كما ينص تعديل قانون ذوي الإعاقة على أنه يجب تقييم الإعاقات التي هي عرضية أو في مرحلة التراجع بناءً على حالتها النشطة.
رابعًا، يقدم القانون إرشادات إضافية حول "الأنشطة الحياتية الرئيسية" التي يجب أن يتم تقليصها بشكل كبير ليتم اعتبار الإعاقة بموجب القانون: يقوم القانون بتحديد أمثلة محددة لـ الأنشطة الحياتية الرئيسية بدلاً من ترك العبارة مفتوحة للتفسير كما كان الحال في قانون الأمريكيين ذوي الإعاقة لعام 1990. تتضمن القائمة غير الحصرية للأنشطة الحياتية الرئيسية في § 4(4)(a) من القانون المعدل العناية بالنفس، أداء المهام اليدوية، الرؤية، السمع، الأكل، النوم، المشي، الوقوف، الرفع، الانحناء، التحدث، التنفس، التعلم، القراءة، التركيز، التفكير، التواصل والعمل. كما يدرج التعديل الوظائف الجسدية الرئيسية، بما في ذلك، على سبيل المثال لا الحصر، وظائف جهاز المناعة؛ نمو الخلايا الطبيعي؛ ووظائف الجهاز الهضمي، الأمعاء، المثانة، العصبية، الدماغ، التنفس، الدورة الدموية، الغدد الصماء، والتكاثر.
خامسًا، يزيل القانون من "فرع regarded as" (الفرع الثالث من تعريف الإعاقة) شرط أن يُظهر الشخص أن الإعاقة التي يعاني منها أو يُعتقد أنه يعاني منها تقيد نشاطًا حياتيًا رئيسيًا بطريقة يتم اعتبارها كبيرة. بموجب التعديلات، يمكن للشخص إثبات تغطيته بموجب القانون عن طريق إظهار أنه أو أنها تعرضوا لإجراء محظور بموجب القانون بسبب إعاقة جسدية أو عقلية فعلية أو متصورة ليست عرضية أو بسيطة. كما ينص القانون بشكل صريح على أنه على الرغم من أن الأشخاص الذين يندرجون فقط تحت فرع "يُعتبر" من تعريف الإعاقة محميون من التمييز، فإن الكيانات المشمولة بقانون 1990 ليست ملزمة بتوفير التسهيلات أو تعديل السياسات والإجراءات لأولئك الأشخاص.
سادسًا، يوضح القانون أن السلطة الممنوحة لثلاث وكالات فيدرالية محددة لإصدار اللوائح التي تفسر قانون ذوي الإعاقة تشمل السلطة لإصدار لوائح تنفيذ التعريفات الواردة في القسمين 3 و4 من هذا القانون.
أخيرًا، يقوم تعديل الفانون بتعديل متوافق القسم 7 من قانون إعادة التأهيل لعام 1973، ولقسم (أ) من قانون ذوي الإعاقة نفسه. لتوافق أحكام العمل في القانون مع الأحكام المتوازية في القسم السابع من قانون الحقوق المدنية لعام 1964، فإن التعديلات الأخيرة تغير لغة القسم الأول لتوفير أنه لا يجوز لأي كيان مغطى التمييز ضد فرد مؤهل "على أساس الإعاقة".
لتلخيص الجدول الزمني لتعديل القانون: تم تقديم القانون في 31 يوليو 2008؛ وتم تمريره في مجلس الشيوخ في 11 سبتمبر 2008؛ وتم تمريره في مجلس النواب في 17 سبتمبر 2008؛ ووقعه الرئيس في 25 سبتمبر 2008؛ ودخل حيز التنفيذ في 1 يناير 2009.
قضت محكمة استئناف الولايات المتحدة للدائرة القضائية لمنطقة كولومبيا في 21 يوليو 2009 بأن تعديل القانون لا ينطبق بأثر رجعي.

## التاريخ التشريعي
- S. 3406
  - السجل الكونغرس، المجلد 154 (2008):
    - 28 يوليو، تم تقديمه في مجلس الشيوخ ووضعه على جدول أعمال مجلس الشيوخ.
    - 11 سبتمبر، تم النظر فيه ومرره مجلس الشيوخ.
    - 17 سبتمبر، تم النظر فيه ومرره مجلس النواب.

## انظر أيصًا
- قانون الأمريكيين ذوي الإعاقة لعام 1990

## وصلات خارجية
- موقع ADA.gov الذي تديره وزارة العدل الأمريكية
- موارد قانون تعديلات قانون الأمريكيين ذوي الإعاقة لعام 2008 من EEOC
  - نص القانون